# 가나야마 마사히데 (1909년)
가나야마 마사히데(세례명: 어거스틴)은 일본의 외교관이었다.
가나야마 마사히데는 1942년-1945년 바티칸에서 켄 하라다 주바티칸 일본 대사 밑에서 근무하였다. 바티칸에서 그는 미국과 일본 정부 사이에 교황의 중재를 요청함으로써 1945년 봄(만약 교황의 중재가 성사되었다면 히로시마와 나가사키의 원자 폭탄 투하를 예방할 수 있었을 것이다.) 제2차 세계 대전에서 일본의 조기 항복을 실현시키려고 노력했다.
제2차 세계대전 후 그는 켄 하라다 대사의 후임으로 주바티칸 일본대사 대리로 임명되어 1952년까지 그곳에 머물렀다. 그의 다음 보직은 필리핀 주재 일본 대사관 참사관 직책이었다. 그 후 1954년부터 1957년까지 3년 동안 미국 하와이에서 주 미국 하와이영사관 총영사로 재직하였다.그 다음에는 4년 동안 일본 외무성 유럽해양국장으로 임명되어 근무하였다. 1961년부터 1963년 동안 뉴욕 주재 총영사로 근무하기도 하였으며, 1962년과 1963년에는 뉴욕 소재 외국 영사 협회 회장을 역임하였다. 1963년부터 1972년까지 그는 칠레, 폴란드, 한국 주재 일본 대사를 역임하였다. 그는 1972년에 일본 외무성에서 은퇴하였고, 퇴직 후에도 여러 국제 연구 및 문화 단체에서 활동하였다.
1997년 그가 세상을 떠난 지 9개월 만에 서울 근교 천주교 공동묘지에 안장되었다.

## 참고 문헌
- Mariko Ikehara, "Kanayama Masahide: 천주교와 20세기 중반 일본 외교", Kevin M. Doak(ed. ), Xavier's Legacies: Catholicism in Modern Japan Culture (The University of British Columbia Press, 2011)